# Aparallactus nigriceps
Aparallactus nigriceps (Engelska: "Mozambique Centipede-eater") är en ormart inom familjen stilettormar som tillhör släktet tusenfotingssnokar.

## Kännetecken
Ormen är giftig, normalt inte farlig för en människa. Längd 25-30cm, oliv-brun i färgen med en brun-svart krage precis bakom huvudet, huvudet är svart.

## Utbredning
Syd östra Mozambique, (runt om Inhambane)

## Levnadssätt
Äter tusenfotingar. Är en grävande orm och lever i låglands områden.

## Hot
Är med på listan över möjligtviss utdöda djur. Har inte sätts till på flera år.